# Furnari
Furnari é uma comuna italiana da região da Sicília, província de Messina, com cerca de 3.290 habitantes. Estende-se por uma área de 13 km², tendo uma densidade populacional de 253 hab/km². Faz fronteira com Falcone, Mazzarrà Sant'Andrea, Terme Vigliatore, Tripi.

## Demografia
| Variação demográfica do município entre 1861 e 2011                               |
|                                                                                   |
| Fonte: Istituto Nazionale di Statistica (ISTAT) - Elaboração gráfica da Wikipedia |